# Список мечетей Мавритании
Список мечетей Мавритании — неполный список мечетей Мавритании. Ислам исповедует более 99,2 % населения этой страны. Всего в Мавритании построено более 8000 мечетей.
| Название                     | Период строительства             | Местоположение | Краткое описание                                                          | Изображение |
| ---------------------------- | -------------------------------- | -------------- | ------------------------------------------------------------------------- | ----------- |
| Шингеттиская соборная мечеть | XIII—XIV                         | Шингетти       | Самая старая, из сохранившихся, мечеть Мавритании.                        |             |
| Мечеть Ульд Абас             | 1963                             | Нуакшот        | Самая старая мечеть Нуакшота. Построена на средства правительства Туниса. |             |
| Марокканская мечеть          | 70-е года XX века                | Нуакшот        | Построена на средства на средства короля Марокко Хасана II.               |             |
| Саудовская мечеть            | 2004                             | Нуакшот        | Построена на средства на средства Саудовской Аравии.                      |             |
| Великая мечеть               | строительство начато в 2016 году | Нуакшот        | Самая большая мечеть Мавритании.                                          |             |
| Джума-мечеть                 |                                  | Нуакшот        |                                                                           |             |
| Мечеть Тевраг Зейна          |                                  | Нуакшот        |                                                                           |             |
| Мечеть Нуадибу               |                                  | Нуадибу        |                                                                           |             |
| Мечеть Адель-Багру           |                                  | Адель-Багру    |                                                                           |             |
| Мечеть Алега                 |                                  | Алег           |                                                                           |             |
| Мечеть Джигуенни             | 29 января2016 года               | Джигуенни      |                                                                           |             |